# Ганс (Оклахома)
Ганс (англ. Gans) — місто (англ. town) в США, в окрузі Секвоя штату Оклахома. Населення — 251 особа (2020).

## Географія
Ганс розташований за координатами 35°23′15″ пн. ш. 94°41′42″ зх. д. / 35.38750° пн. ш. 94.69500° зх. д. (35.387486, -94.695027).  За даними Бюро перепису населення США в 2010 році місто мало площу 0,60 км², уся площа — суходіл.

## Демографія
Згідно з переписом 2010 року, у місті мешкало 312 осіб у 111 домогосподарстві у складі 85 родин. Густота населення становила 520 осіб/км².  Було 122 помешкання (203/км²).
Расовий склад населення:
| - 71,8 % — білих - 18,3 % — корінних американців - 1,9 % — чорних або афроамериканців |

До двох чи більше рас належало 7,4 %. Частка іспаномовних становила 3,5 % від усіх жителів.
За віковим діапазоном населення розподілялося таким чином: 32,1 % — особи молодші 18 років, 56,7 % — особи у віці 18—64 років, 11,2 % — особи у віці 65 років та старші. Медіана віку мешканця становила 30,4 року. На 100 осіб жіночої статі у місті припадало 84,6 чоловіків;  на 100 жінок у віці від 18 років та старших — 75,2 чоловіків також старших 18 років.
Середній дохід на одне домашнє господарство  становив 43 721 долар США (медіана — 32 500), а середній дохід на одну сім'ю — 42 014 долари (медіана — 34 375). За межею бідності перебувало 26,7 % осіб, у тому числі 37,1 % дітей у віці до 18 років та 7,5 % осіб у віці 65 років та старших.
Цивільне працевлаштоване населення становило 105 осіб. Основні галузі зайнятості: освіта, охорона здоров'я та соціальна допомога — 28,6 %, роздрібна торгівля — 12,4 %, виробництво — 10,5 %.